# チャールズ・ベント
チャールズ・ベント（Charles Bent, 1799年11月11日 - 1847年1月19日）は、ニューメキシコ準州の初代知事。
1799年ウェストバージニア州チャールストン(当時はバージニア州)に生まれ、アメリカ合衆国陸軍士官学校に入る。軍を去った後、彼と弟のウィリアム・ベントは、1828年には、セントルイスからサンタフェまで、品物を積んだ幌馬車に乗って、サンタフェ・トレイルを行き来して売り歩いた。ベント兄弟はセラン・セント・ブラインとともに、ベント=セント・ブライン社を創設。ベントズ・フォートを拠点に商業的な成功を収めた。
1846年9月、スティーブン・W・カーニー大佐から、新しくできたニューメキシコ準州の最初の知事として任命された。翌年1847年1月19日、タオスの反乱で暗殺された。